# Casa Estrella de Benfica
Casa Estrella de Benfica war ein andorranischer Fußballverein. In der Saison 2007/08 spielte der Verein in der Primera Divisió. Dort belegte man den 8. und letzten Platz und stieg nach nur einem Jahr wieder in die Segona Divisió ab. Für die Saison 2014/15 wurde er nicht mehr registriert und aufgelöst.

## Belege
1. ↑  L’entrada del CE Sant Julià a la Lliga és en mans de la decisió de la FIFA, auf bondia.ad